# Nina E. Allender

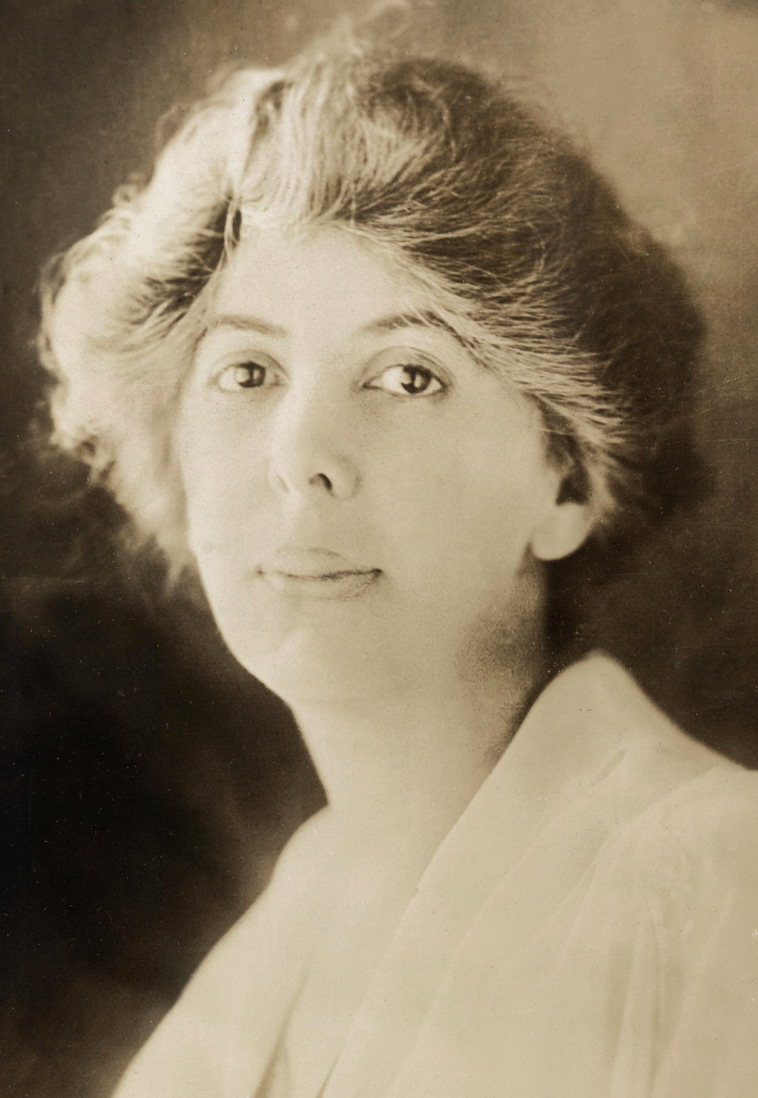
Nina Evans Allender, zwischen 1913 und 1915

Nina Evans Allender (* 25. Dezember 1873 in Auburn, Kansas; † 2. April 1957 in Plainfield, New Jersey) war eine US-amerikanische Künstlerin, Cartoonistin und Feministin.

## Leben

### Frühe Jahre
Nina Evans’ Vater David Evans kam von New York nach Kansas und war zunächst Lehrer, später dann Schulleiter. Sie studierte Malerei, zunächst an der Corcoran School of Art und von 1903 bis 1907 an der Pennsylvania Academy of the Fine Arts. 1893 heiratete sie im Alter von 19 Jahren Charles H. Allender, der sie 1905 jedoch für eine andere Frau verließ, nachdem er ihr Bankkonto leergeräumt hatte. Sie heiratete nie wieder. Für einige Jahre studierte sie in Spanien und London und von 1903 bis 1907 an der Pennsylvania Academy of the Fine Arts.
1906 zeichneten Charles Sheeler und Morton Livingston Schamberg ein Porträt von ihr, das derzeit in der Corcoran Gallery of Art in Washington, D.C. ausgestellt ist. 1916 zog sie nach Washington, D.C., von dort 1942 nach Chicago, Illinois und 1956 nach Plainfield, New Jersey, wo sie ein Jahr später starb.

### Karriere

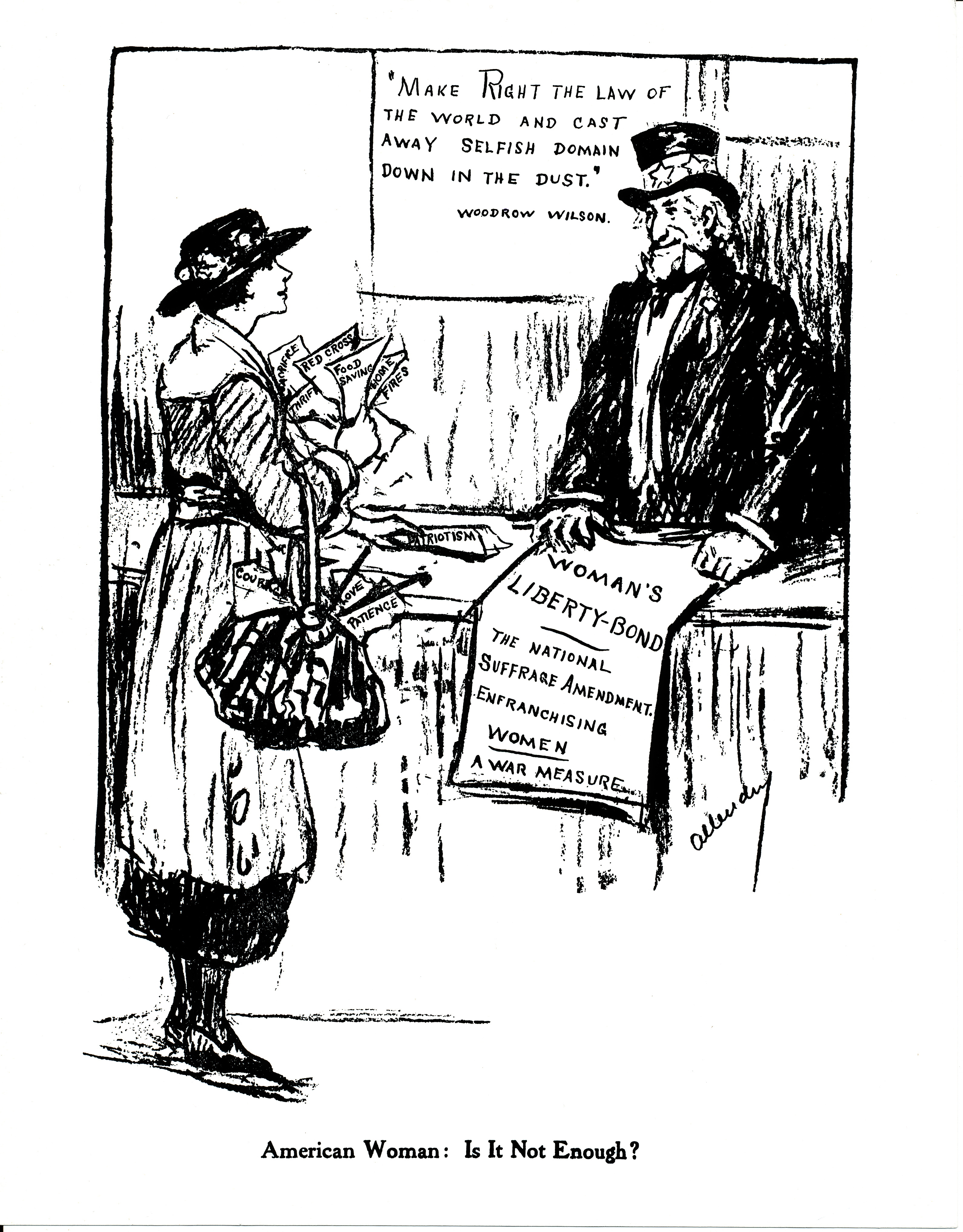
„American Woman: Is It Not Enough?“ 1918, herausgegeben von The Suffragist

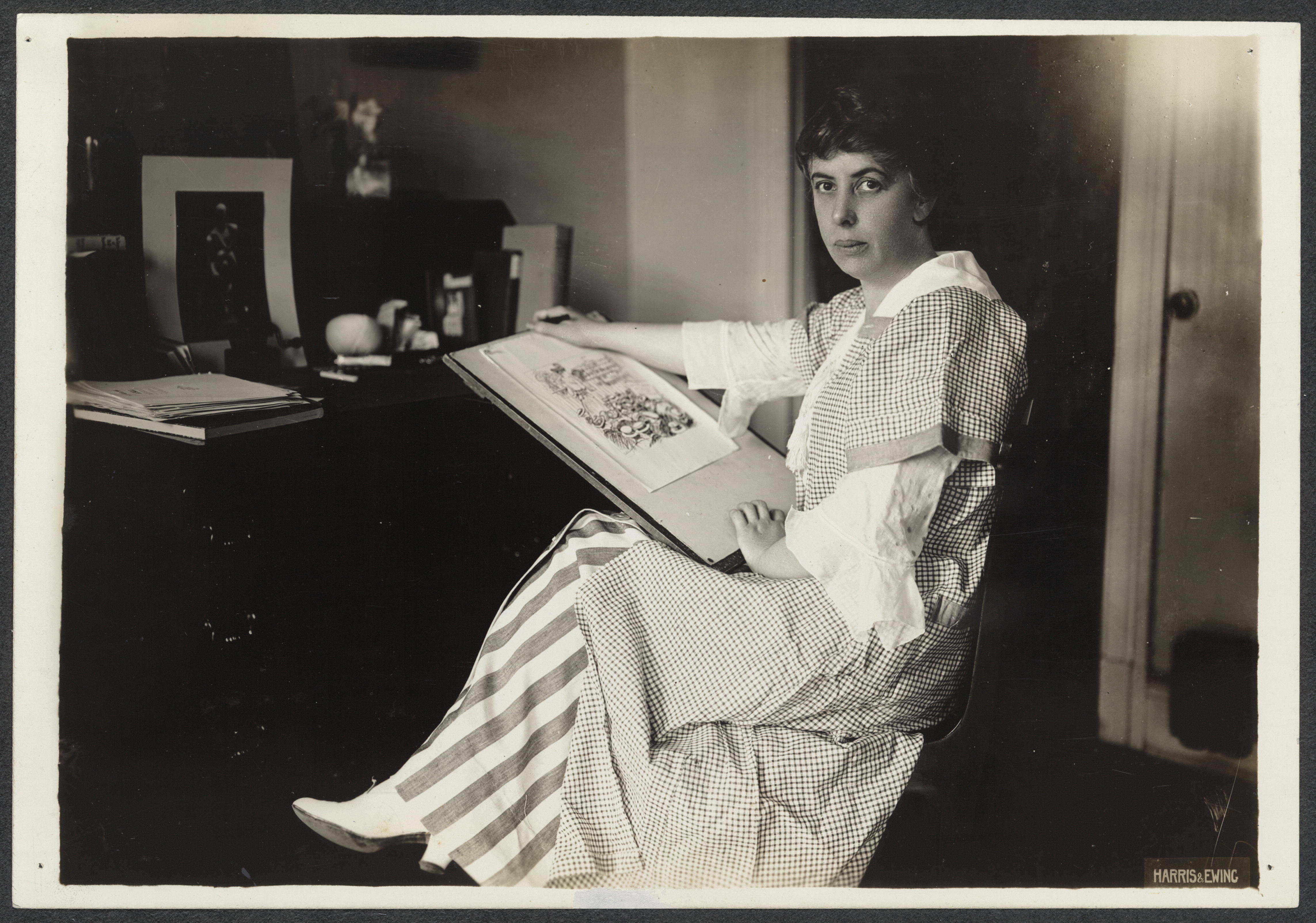
Nina Evans Allender am Schreibtisch

Um 1910 beteiligte sich Allender bei der National American Woman’s Suffrage Association (NAWSA) und wurde dort Präsidentin. Sie kämpfte für die Rechte der Frauen und beteiligte sich an vielen Demonstrationen. 1913 wurde sie außerdem Präsidentin des Stanton Suffrage Club (SSC). Mit rund 400 Mitgliedern war er der größte Verein von Feministinnen im District of Columbia. In der Zeit zwischen 1913 und 1921 liegt der Beginn ihrer Karriere als Cartoonistin bei der National Woman’s Party (NWP). Sie brachte dort über 150 Cartoons heraus. Für diese Publikation war sie die wichtigste Künstlerin. Nachdem Alice Paul sie dazu inspiriert hatte, wurde sie offizielle Cartoonzeichnerin von The Suffragist. Am 6. Juni 1914 brachte sie ihren ersten Cartoon im 10:13-Format heraus.

### Tod
Nina Evans Allander starb am 2. April 1957 in dem Haus ihrer Nichte Mrs. Frank Detweiler in Plainfield, bei der sie wohnte. Nach ihrem Tod wurden ihre Zeichnungen in die Library of Congress aufgenommen. Später gingen sie an das Sewall-Belmont House and Museum der National Woman’s Party und wurden dort teilweise gedruckt.

## Tätigkeit in Kunstorganisationen

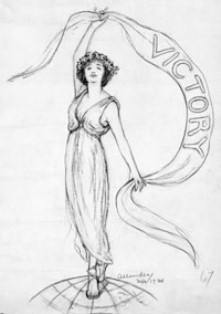
„Victory“, 1920, herausgegeben von The Suffragist

- Arts Club of Washington, D.C.[10]
- Art Students League of Washington
- Beaux Arts Club
- The Society of Washington Artists[12]
- Washington Watercolor Club[12]

## Ausstellungen
Werke von Nina Allander wurden an folgenden Orten ausgestellt:
- Arts Club of Washington, D.C.[10]
- Cosmos Club of Washington[13]
- National Academy of Design[12]
- Pennsylvania Academy of the Fine Arts
- The Society of Washington Artists
- Library of Congress[2]
- Sewall-Belmont House and Museum[14]